# Dukla Pardubice
Dukla Pardubice byl československý armádní fotbalový klub.

## Historie klubu
Byl založen v roce 1953 pod názvem Tankista Praha, aby reprezentoval pozemní síly ozbrojených složek. Hned po svém založení byl dosazen do
nejvyšší fotbalové soutěže. Po třech sezónách klub sestoupil, o rok později se vrátil do první ligy, ovšem ztratil svůj původní název a přestěhoval se
z Prahy do Pardubic. Po dalších třech sezónách přišel opět sestup do II. ligy. V roce 1961 klub zanikl sloučením s VCHZ Pardubice.
V 1. československé fotbalové lize klub postupně pod oběma názvy
odehrál v 6 sezónách celkem 142 zápasů, z nichž 40 vyhrál, 33 remizoval a 69 prohrál, celkové skóre měl 208:278.

## Historické názvy
Zdroj: 
- 1953 – VTJ Tankista Praha (Vojenská tělovýchovná jednota Tankista Praha)
- 1956 – VTJ Tankista Pardubice (Vojenská tělovýchovná jednota Tankista Pardubice)
- 1957 – VTJ Dukla Pardubice (Vojenská tělovýchovná jednota Dukla Pardubice)
- 1961 – fúze s VCHZ Pardubice ⇒ zánik

## Významné osobnosti
Nejvíce ligových startů (celkem 95) si připsal Miroslav Ošťádal, nejlepším ligovým střelcem byl Bedřich Šonka (25 gólů).
Působili zde jako vojáci základní vojenské služby Kvašňák, Kos, Zikán, Pospíchal, Lála, Nepomucký, Fáfa Morávek a další, kteří se později prosadili v první lize.

## Umístění v jednotlivých sezonách
Zdroj: 
Legenda: Z - zápasy, V - výhry, R - remízy, P - porážky, VG - vstřelené góly, OG - obdržené góly, +/- - rozdíl skóre, B - body, červené podbarvení - sestup, zelené podbarvení - postup, fialové podbarvení - reorganizace, změna skupiny či soutěže
| Československo (1953 – 1961) |                                 |        |    |    |   |    |    |    |     |    |        |
| Sezóny                       | Liga                            | Úroveň | Z  | V  | R | P  | VG | OG | +/- | B  | Pozice |
| 1953                         | Přebor československé republiky | 1      | 13 | 6  | 2 | 5  | 32 | 25 | +7  | 28 | 7.     |
| 1954                         | Přebor československé republiky | 1      | 22 | 5  | 7 | 10 | 32 | 33 | -1  | 17 | 10.    |
| 1955                         | Přebor československé republiky | 1      | 22 | 4  | 8 | 10 | 29 | 45 | -16 | 16 | 11.    |
| 1956                         | 2. liga – sk. A                 | 2      | 22 | 15 | 4 | 3  | 76 | 29 | +47 | 34 | 1.     |
| 1957/58                      | 1. liga                         | 1      | 33 | 13 | 7 | 13 | 58 | 73 | -15 | 33 | 8.     |
| 1958/59                      | 1. liga                         | 1      | 26 | 8  | 5 | 13 | 34 | 46 | -12 | 21 | 12.    |
| 1959/60                      | 1. liga                         | 1      | 26 | 4  | 4 | 18 | 23 | 56 | -33 | 12 | 14.    |
| 1960/61                      | 2. liga – sk. B                 | 2      | 22 | 12 | 7 | 3  | 48 | 32 | +16 | 31 | 2.     |